# Paoliella hystrix
Paoliella hystrix är en insektsart som beskrevs av Theobald 1928. Paoliella hystrix ingår i släktet Paoliella och familjen långrörsbladlöss. Inga underarter finns listade i Catalogue of Life.